# St-Mammès (Saint-Mammès)

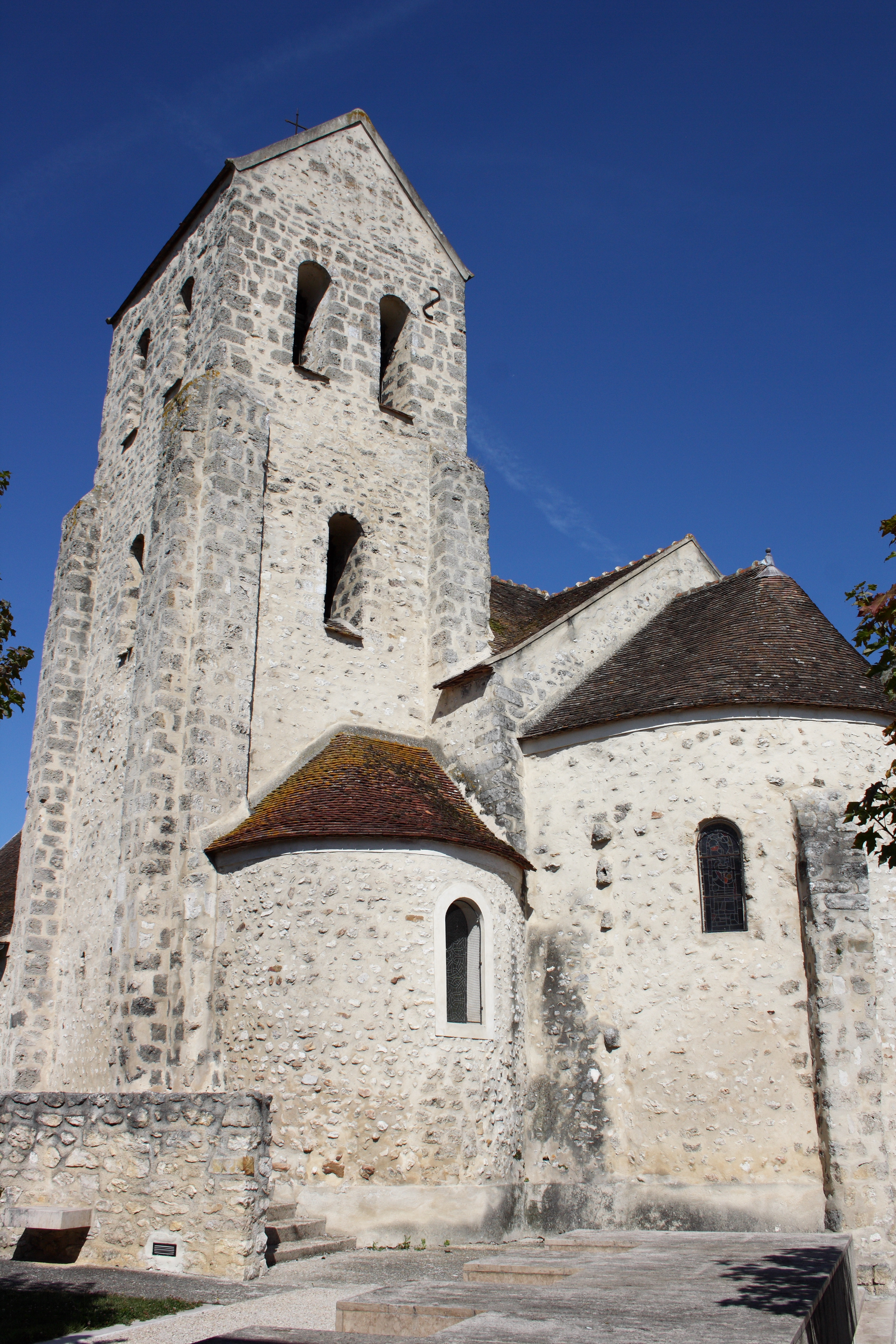
Kirche Saint-Mammès

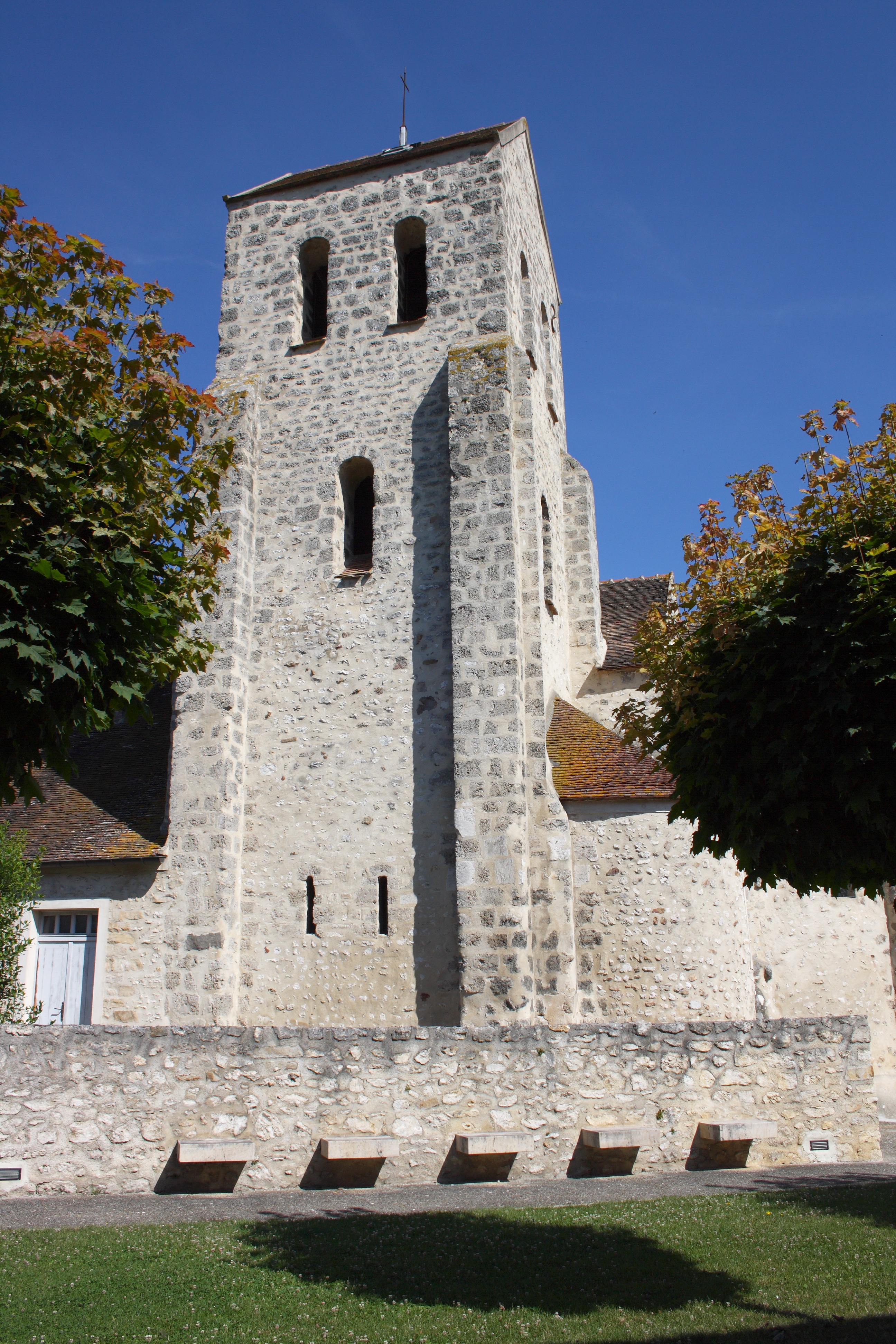
Glockenturm

Die römisch-katholische Pfarrkirche Saint-Mammès in Saint-Mammès, einer Gemeinde im Département Seine-et-Marne in der französischen Region Île-de-France, wurde vermutlich um das Jahr 1000 errichtet. Die frühromanische Kirche gilt als eines der ältesten Gotteshäuser der Region. Sie ist dem heiligen Mamas gewidmet, einem Märtyrer, der im 3. Jahrhundert in Kappadokien hingerichtet wurde. Im Jahr 1926 wurde die Kirche als Monument historique in die Liste der Baudenkmäler (Base Mérimée) in Frankreich aufgenommen.

## Geschichte
Ursprünglich gehörte die Kirche zu einem Benediktinerpriorat, das dem in der heutigen Region Burgund gelegenen Kloster von La Charité-sur-Loire unterstand. Von diesem Priorat ist nur die Kirche erhalten geblieben, die nach der Französischen Revolution Pfarrkirche wurde. Damals wurde das südliche Seitenschiff abgebrochen und an der Stelle ein Pfarrhaus errichtet.

## Architektur

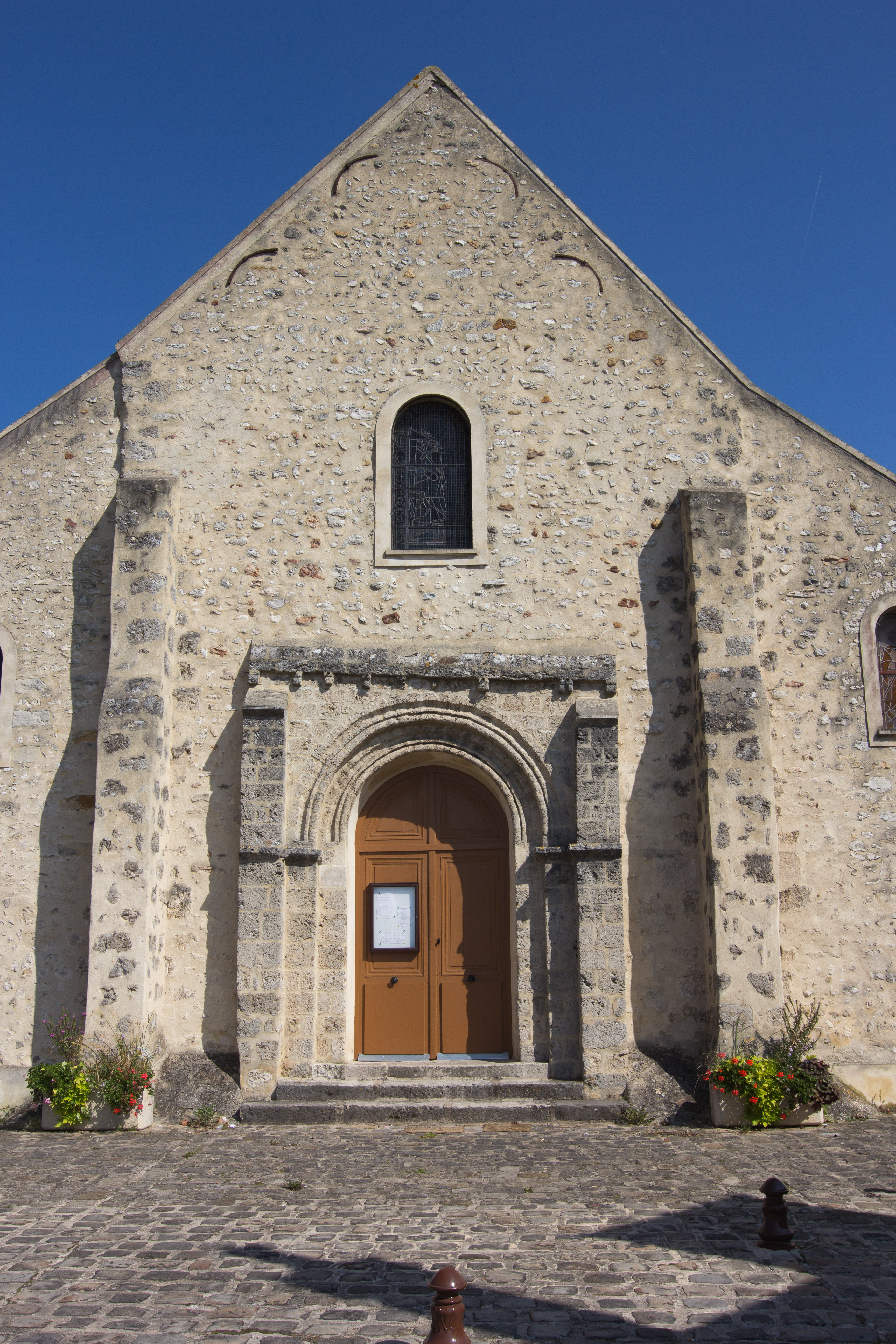
Westfassade und Portal

### Außenbau
Im südlichen Chorwinkel erhebt sich der zweistöckige, mit einem Satteldach gedeckte Glockenturm. Das quadratische Untergeschoss wird an den Ecken von flachen Strebepfeilern gestützt und auf allen vier Seiten in der Mitte von einer schlichten, rundbogigen Öffnung durchbrochen. Auch im Obergeschoss öffnen sich je zwei schmucklose Klangarkaden.
Die Hauptapsis wird wie die Westfassade von flachen, abgetreppten Strebepfeilern gegliedert und ist wie die beiden seitlichen Apsiden von rundbogigen Öffnungen durchbrochen. Die mittlere Öffnung der Hauptapsis ist zugemauert.
An der Westfassade öffnen sich drei Rundbogenfenster zum Hauptschiff und den beiden Seitenschiffen. In der Mitte der Westfassade ist das Portal in einen massiven Mauervorsprung eingebettet. Es liegt unter einem von Kragsteinen getragenen Kranzgesims und wird seitlich von Strebepfeilern begrenzt. Die Portalöffnung ist in ein rechtwinklig gestuftes Gewände eingeschnitten und wird von zwei Archivolten umgeben.

### Innenraum

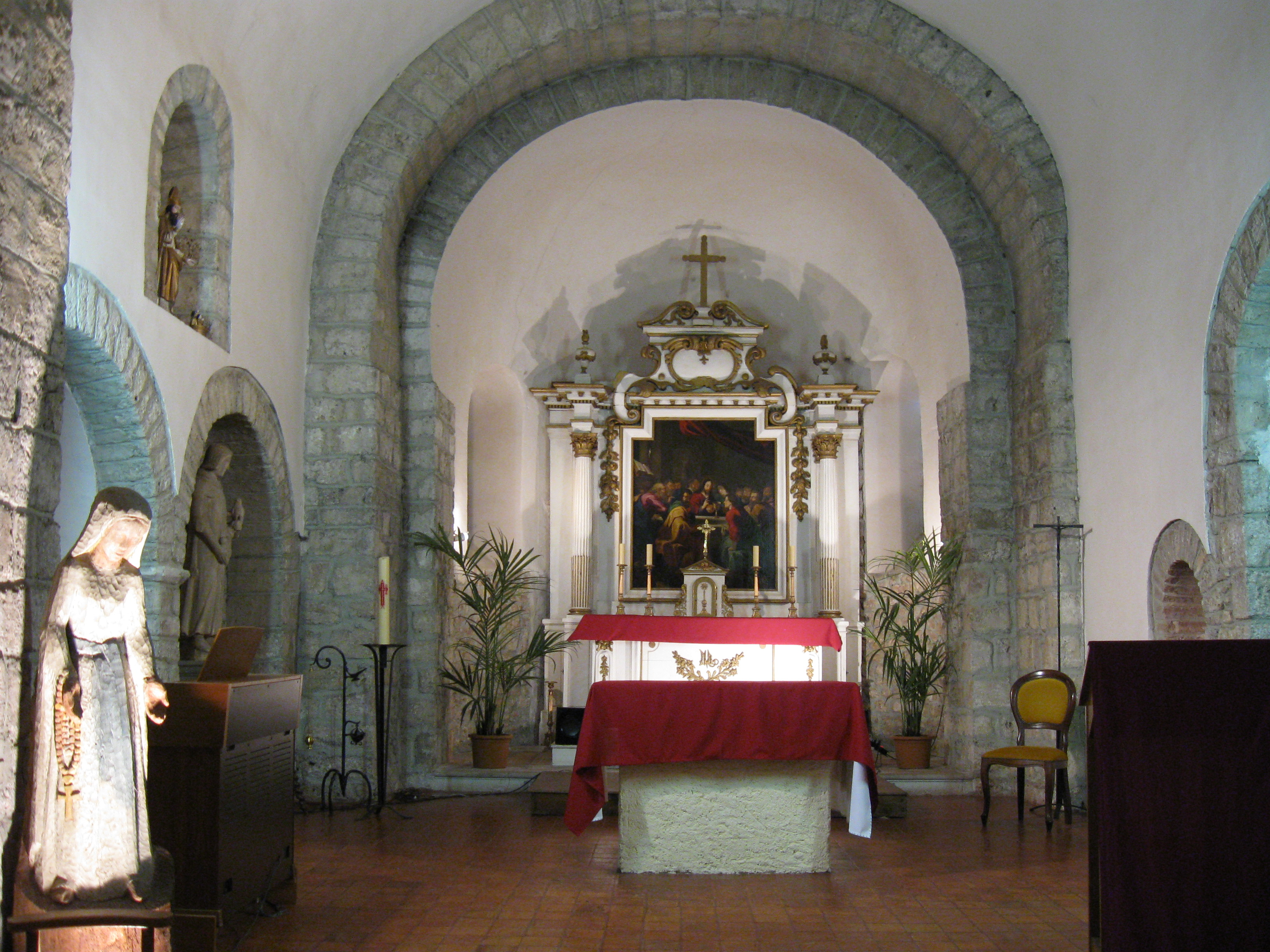
Innenraum

Die ursprünglich dreischiffige Basilika ist in drei Joche gegliedert. An das Langhaus schließen sich im Osten drei halbrunde, von Kalotten gedeckte Apsiden an. Zwischen diesen und dem Langhaus sind tonnengewölbte Chorjoche eingefügt. Die rundbogigen Mittelschiffarkaden ruhen auf kämpferlosen Pfeilern. Das erhaltene nördliche Seitenschiff ist wie das Hauptschiff mit einem Tonnengewölbe gedeckt.

## Ausstattung
- Die Kirche besitzt eine Kalksteinfigur des heiligen Mamas aus dem 13. Jahrhundert. Der Heilige hält in Erinnerung an sein Martyrium in der rechten Hand seine Eingeweide. Auf seiner linken Hand sitzt ein Falke (Monument historique (Objekt) seit 1905[2]).
- Die ursprünglich farbig gefasste und teilweise vergoldete Steinfigur einer Madonna mit Kind wird in das 14. Jahrhundert datiert (Monument historique (Objekt) seit 1907[3]).
- Das steinerne Taufbecken stammt aus dem 17. Jahrhundert. Auf beiden Seiten des Beckens sind zwei Ringe skulptiert. Der Deckel besteht aus Holz (Monument historique (Objekt) seit 1977[4]).

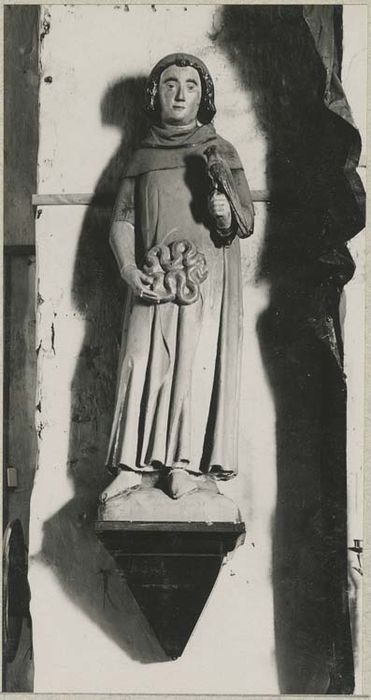
Figur des heiligen Mamas aus dem 13. Jahrhundert
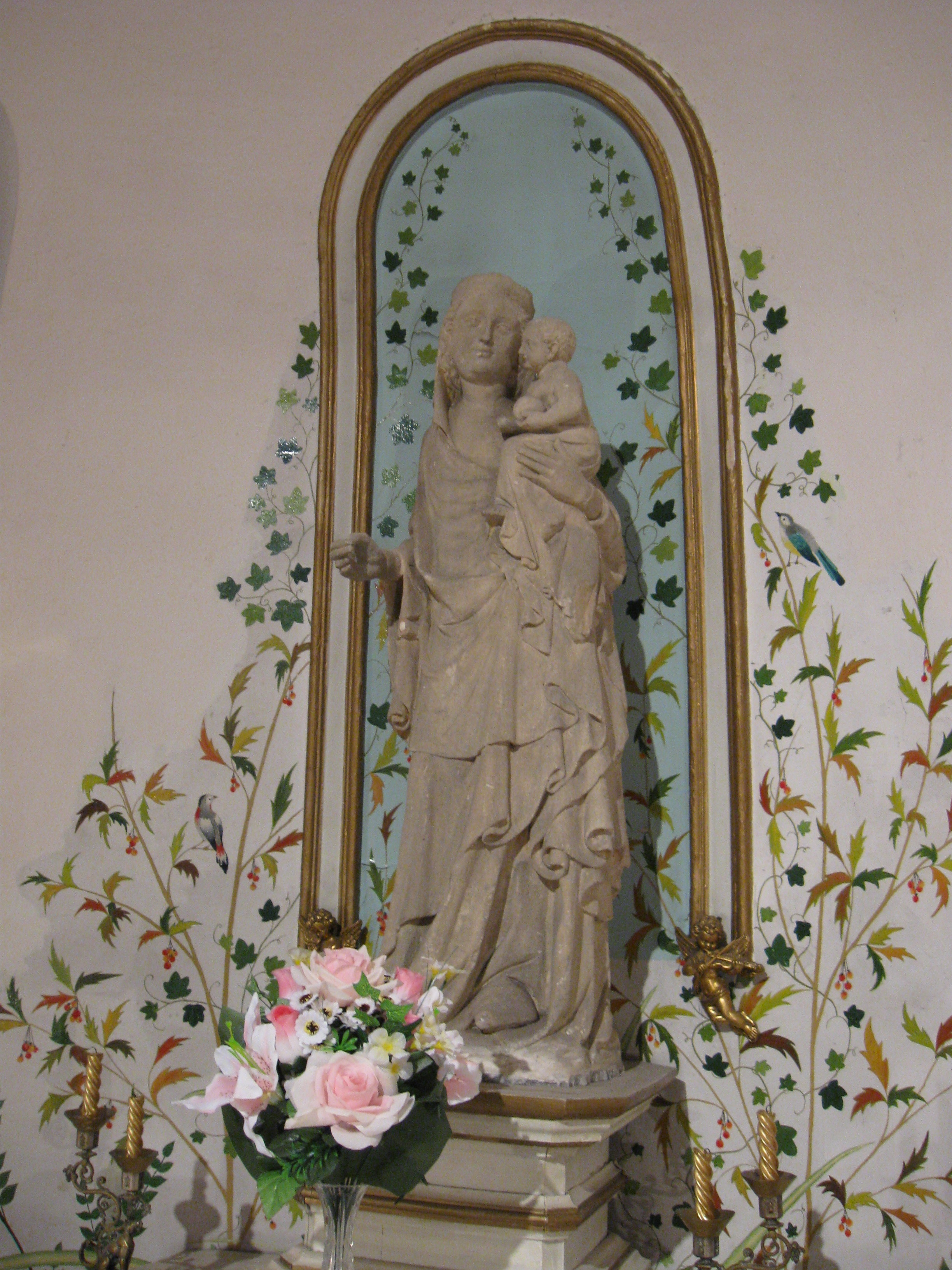
Madonna mit Kind aus dem 14. Jahrhundert
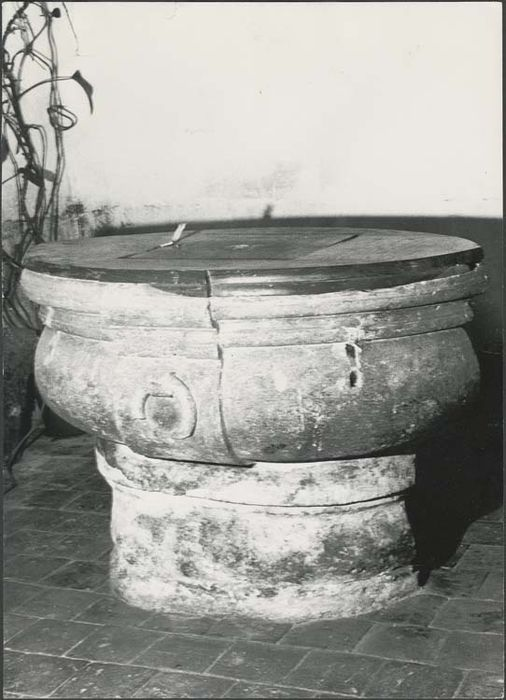
Taufbecken aus dem 17. Jahrhundert

## Grabplatten
In der Kirche sind mehrere Grabplatten aus dem 13. und 14. Jahrhundert erhalten. Die Steinplatten sind mit Umschriften versehen, die Darstellungen der Verstorbenen sind in voller Größe eingraviert.
- Auf der Grabplatte von Adam de Bourron (↑ 1269) (Monument historique (Objekt) seit 1906[5]) ist der Verstorbene unter einem Maßwerkbogen dargestellt, zu seinen Füßen liegt ein Hund.
- Die Grabplatte von Adam Peniers (↑ 1281) wird in das Jahr 1281 datiert. Der Verstorbene ist in Rüstung gekleidet und von seinen Wappen umgeben, zu seinen Füßen ist ein Hund dargestellt (Monument historique (Objekt) seit 1908[6]).
- Auf der Grabplatte von Agnès de Prunoy, der Gemahlin von Adam Peniers, ist die Verstorbene ebenfalls in voller Größe abgebildet. Ihre Hände sind gefaltet, sie trägt einen Schleier und einen weiten Umhang über ihrem Kleid (Monument historique (Objekt) seit 1908[7]).
- Die Grabplatte von Guillaume de Penil (↑ 1334) stammt aus dem 14. Jahrhundert (Monument historique (Objekt) seit 1907[8]).